# Blued
Blued是中國大陸一款基于地理位置的陌生人社交應用，於2012年推出，具有交友、HIV评估预测检测、網路直播等功能。经过数轮融资和市场拓展，Blued于2020年在纳斯达克上市，但2022年退市。

## 歷史
2000年，同志網站淡藍網创建。在手機盛行年代，出于盈利的考虑，团队決定將網站變成一個同志交友軟體。產品磨合得不太顺利，直到2012年底才上线。團隊喜欢蓝色，亦希望將產品显得“洋气”一些，於是將應用取名為“Blued”。
2013年8月，Blued获得了上海中路资本300万人民币天使轮投资；2014年2月，获清流资本数千万人民币A轮融资；2014年10月，获顺为资本、DCM总计3000万美元B轮融资；2016年4月，完成由Ventech China领投，香港新世界集团、BAI和DCM跟投，获数亿元C轮融资；2016年7月，完成由嘉御资本领投，国宏嘉信资本跟投，获数千万美元C+轮融资；2017年2月，獲得了新京报旗下平台寻找中国创客的C++轮数千万人民币融资。2018年2月，Blued則完成D轮1亿美元融资，由鼎晖投资(CDH)领投，UG资本跟投。
2019年1月，由于财新网的一篇报道指出，Blued成为青少年感染艾滋病的新管道，Blued宣布进行整改，限制用户注册1周，并将“限制未成年人注册使用”，同时加大防愛滋宣传力度。同年3月，AI人脸识别注册系统正式启用，以实现对未成年人的识别和过滤。
2020年6月16日，Blued母公司蓝城控股递交招股书，计划在纳斯达克上市。7月8日，Blued正式在纳斯达克挂牌上市。然而，Blued在上市之后利润持续下降。2022年8月，Blued正式从纳斯达克退市时，其退市时股价仅为首次公开募股的10%。不久后，马保力宣布他将从蓝城兄弟辞职。

### 国际版
Blued在发布后不斷拓展自身市場。2015年2月6日，Blued在荷兰正式发布其国际版本，成为中国首个进军海外市场的同志社交软件。国际版采用了全新的UI设计，功能与中國版无差异。而在进军国际时，Blued亦遭到了某些国家的封杀。2018年，印度尼西亚政府声称，Google已應政府要求，将Blued撤下了其在印尼的網路商店。2024年1月1日，Blued国际版更名為HeeSay。

## 功能與使用
Blued是一款基于地理位置的陌生人社交應用，在苹果App Store上为建议17岁以上用户方能下载使用的应用。用户注册Blued时要提供个人的身高、体重、生日、种族以及性取向特征等个人信息。进入该應用程式后为“附近”、时间和热度三个维度，以图片模式展示的用户列表。用户可以使用該軟體找到身边的同志，并加好友、发朋友圈、参与聊天。此外，Blued允許其使用者按地區或上次登陸時間來查找用戶，還可以加入群組，組織參與一些活動。
在艾滋病防治方面，Blued推出了“智能风险评估预测检测系统”，该系统可以进行艾滋病感染风险评估和艾滋病检测线上预约两大功能，以促进用户检测就医，并加强用户的风险意识。
2015年，Blued上线了直播功能。但Blued的直播受到審查。在2017年，Blued的审核部有六十多名人员。审核的内容除了黄赌毒，低俗色情等，還有Blued特有的审核规则，如不允许发白袜（带有性暗示）、不允许出现“约炮”等字眼，不许裸露上身，为了防范用户违规，使用者亦不能赤裸上身躺在床上直播或在廁所直播。2017年，受到《网络表演经营活动管理办法》影響，中国大陆以外的主播开设频道前必须向中華人民共和國文化部提出申请，Blued在中國大陸将全部外籍用户的视频下架。

## 影響力
Blued一推出，短時間之內便有數十萬用戶。此外，Blued是2016年中国最受欢迎的同性恋约会应用程序，估值为6亿美元，日活跃用户超过300万人。同时，該軟體亦獲得了2016年英國《金融時報》與安賽樂米塔爾公司聯合設立的 「商業魄力獎」。截至2018年2月，Blued在中国同性交友垂直领域市场占有率超过90%，在全球超过193个国家和地区的注册用户達4000万，其中國以外的用户占比已达到30%。

## 外部連結
- 官方网站